# Arteriviridae
Arteriviridae è una famiglia di virus dell'ordine Nidovirales, con genoma contenuto in un singolo filamento positivo di RNA, di forma rotonda e piccole dimensioni, nucleocapside a simmetria icosaedrica avvolto da una membrana lipoproteica con proiezioni esterne originata dalla membrana della cellula ospite, i cui membri sono in grado di infettare numerosi vertebrati. Alla famiglia appartengono virus di interesse veterinario con elevata variabilità genomica, in grado di causare infezioni persistenti con viremia prolungata e capacità di replicarsi nei macrofagi.

## Tassonomia
I virus della famiglia Arteriviridae furono isolati quasi tutti già a partire dalla fine degli anni cinquanta; sono morfologicamente simili ai Togaviridae, ma con struttura genomica e modalità replicative simili ai Coronaviridae. In passato i membri della famiglia Arteriviridae erano specie del genere Arterivirus della famiglia Togaviridae. Dal 1997 la famiglia Arteriviridae appartiene all'ordine Nidovirales, a cui appartengono anche i Coronaviridae. Fino al 2016 la famiglia possedeva un solo genere (Arterivirus), quando questo venne dissolto in diversi generi. Attualmente, a giugno 2020, la famiglia è così suddivisa:
- Sottofamiglia Crocartevirinae
  - Genere Muarterivirus
    - Specie Muarterivirus afrigant
- Sottofamiglia Equarterivirinae
  - Genere Alphaarterivirus
    - Specie Alphaarterivirus equid
- Sottofamiglia Heroarterivirinae
  - Genere Lambdaarterivirus
    - Specie Lambdaarterivirus afriporav
- Sottofamiglia Simarterivirinae
  - Genere Deltaarterivirus
    - Sottogenere Hedartevirus
      - Specie Deltaarterivirus hemfev

  - Genere Epsilonarterivirus
    - Sottogenere Sheartevirus

  - Genere Epsilonarterivirus
    - Sottogenere Sheartevirus
      - Specie Epsilonarterivirus hemcep
      - Specie Epsilonarterivirus safriver
      - Specie Epsilonarterivirus zamalb

  - Genere Etaarterivirus
    - Specie Etaarterivirus ugarco 1

  - Genere Iotaarterivirus
    - Sottogenere Debiartevirus 
      - Specie Iotaarterivirus debrazmo 

    - Sottogenere Kigiartevirus 
      - Specie Iotaarterivirus kibreg 1 

    - Sottogenere Pedartevirus 
      - Specie Iotaarterivirus pejah

  - Genere Thetaarterivirus 
    - Sottogenere Kaftartevirus 
      - Specie Thetaarterivirus kafuba

    - Sottogenere Mitartevirus 
      - Specie Thetaarterivirus mikelba 1

  - Genere Zetaarterivirus
    - Specie Zetaarterivirus ugarco 1
- Sottofamiglia Variarterivirinae
  - Genere Betaarterivirus
    - Sottogenere Ampobartevirus
      - Specie Betaarterivirus suid 2

    - Sottogenere Chibartevirus
      - Specie Betaarterivirus chinrav 1
      - Specie Betaarterivirus ninrav
      - Specie Betaarterivirus sheoin

    - Sottogenere Eurpobartevirus
      - Specie Betaarterivirus suid 1

    - Sottogenere Micartevirus
      - Specie Betaarterivirus timiclar

  - Genere Gammaarterivirus
    - Specie Gammaarterivirus lacdeh

  - Genere Nuarterivirus
    - Specie Nuarterivirus guemel
- Sottofamiglia Zealarterivirinae
  - Genere Kappaarterivirus
    - Specie Kappaarterivirus wobum